# Amila Glamočak
Amila Glamočak (* 19. Juli 1966 in Sarajevo) ist eine bosnische Popsängerin.

## Hintergrund
Mit der Popballade Za našu ljubav ("Für unsere Liebe") vertrat sie Bosnien und Herzegowina beim Eurovision Song Contest 1996 in Oslo. Sie erreichte nur den zweitletzten Platz.
Bei weiteren Teilnahmen der Vorentscheidung zum Wettbewerb 2001 und 2003 konnte sie keinen Sieg mehr erringen.

## Diskografie
- 1996: Imaš Me U Šaci
- 2002: Sunce